# Bombus franklini
Bombus franklini là một loài Hymenoptera trong họ Apidae. Loài này được Frison mô tả khoa học năm 1921.